# Blepharidophyllum clandestinum
Blepharidophyllum clandestinum là một loài rêu tản trong họ Scapaniaceae. Loài này được (Mont.) Grolle miêu tả khoa học lần đầu tiên năm 1965.